# أدب نيبالي

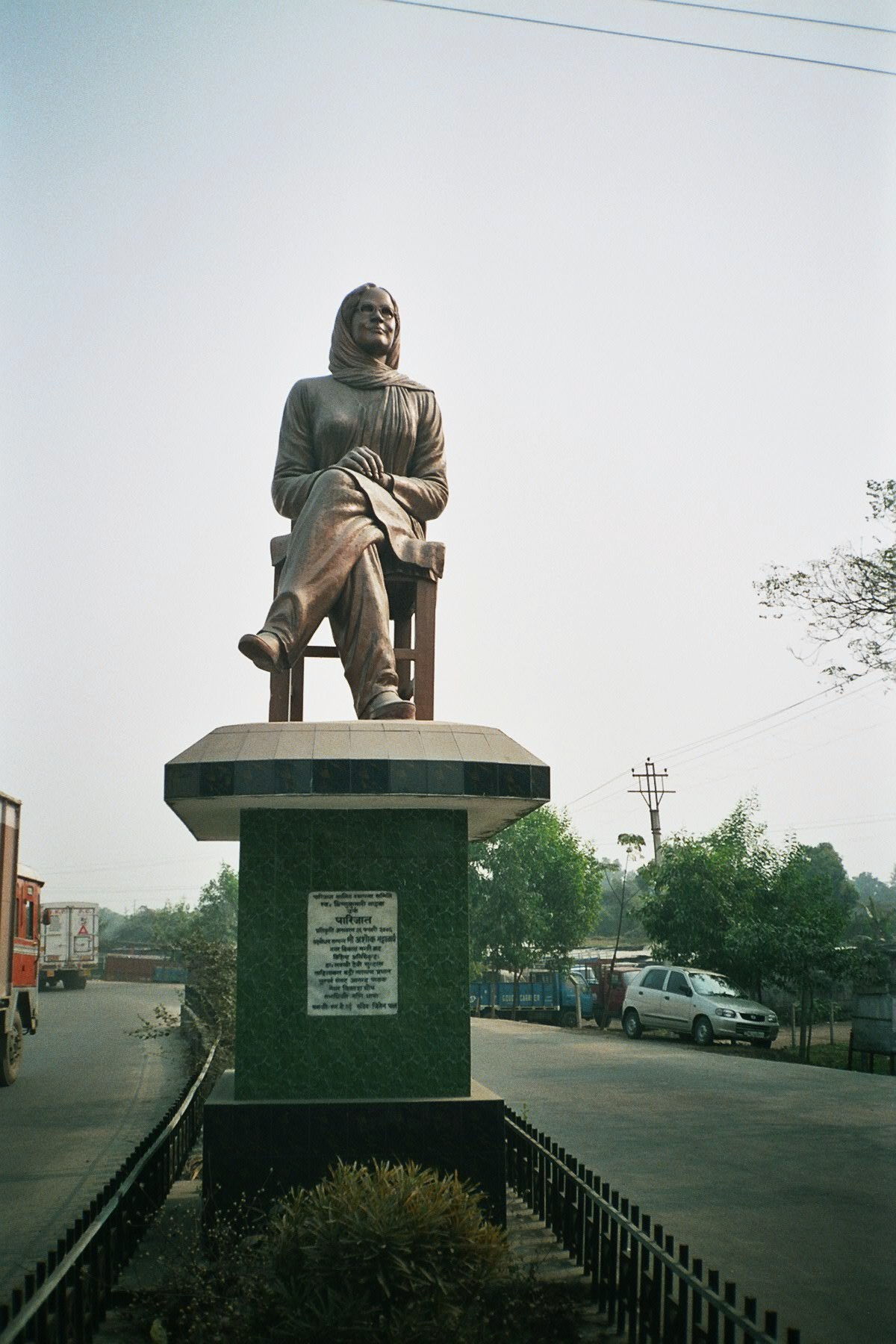

تُشير تسمية الأدب النيبالي إلى الأدب المكتوب باللغة النيبالية في النيبال وأي مكان آخر في العالم. منذ العام 1958 أصبحت اللغة النيبالية هي اللغة الرسمية في النيبال.
تطورت اللغة النيبالية من اللغة السنكسريتية، ويُصعب تقفّي تاريخ أدب اللغة النيبالية بدقّة لأن المشتغلين الأوائل فيه كتبوا باللغة السنكسريتية. ومع ذلك، يمكن تقسيم الأدب النيبالي بصورة عامة إلى خمس فترات.

## فترة ما قبل بهانوبهاكتا
يُعتقد أن الأدب النيبالي وُجد في بشكل تراث شفاهي شعبي على مدار مئات السنوات الماضية؛ رغم ذلك، ليس ثمة أدلة على أعمال أدبية مكتوبة قبل حياة الشاعر بهانوبهاكتا. قبل بهانوبهاكتا، كانت اللغة المستخدمة في الأدب النيبالي هي السنسكريتية، ونظرًا لطبيعتها الحصرية التي جعلتها متاحة لطبقة البراهمة العالية في ذلك الوقت، لم ينخرط عامة النيباليين في الأدب. وفقًا لبعض الباحثين فإن الشاعر سومانادا داس هو أول شخصية أدبية في تاريخ النيبال المعاصر. يُذكر من معاصري بهانوبهاكتا القديس غيانيدل داس والذي يمثل نيرغون بهاكتي دهارا (تيارًا تعبديًا غير واضح) وقد كان شاعرًا مهمًا في النيبال وكتب أودايالاهاري.

## فترة بهانوبهاكتا
يحتفي الناطقون باللغة النيبالية ببهانوبهاكتا باعتباره «أديكافي» (أي، «الشاعر الأول») في اللغة النيبالية. قد يكون أهم إسهام لبهانوبهاكتا في الأدب النيبالي هو ترجمته لملحمة راماينا الشعرية المقدسة إلى اللغة النيبالية. مثّل بهانوبهاكتا ملحة راماينا بشكل شعري موزون، باستخدام نفس أساليب الكتاب بالسنسكريتية. إضافة إلى ترجمته راماينا، كتب بهانوبهاكتا قصائد أصلية عالجت جملة متنوعة من الموضوعات: من تشجيعه على تبني الأخلاقيات العائلية إلى السخرية من البيروقراطية والظروف السيئة للمساجين.

## بداية القرن العشرين
أحيا موتيرام بهاتا (1923 – 1953) إرث بهانوبهاكتا ونشر إسهاماته. أدى موتيرام دورًا أساسيًا في إرث بهانوبهاكتا دفع الكثيرين إلى الزعم بأن بهانوبهاكتا نفسه لم يكن سوى من بنات أفكار موتيرام.

## 1960 – 1991
اتسمت فترة ما قبل الثورة بغناها بالكتابات الإبداعية رغم غياب حرية التعبير، وفي تلك الفترة كانت المجلات المستقلة مثل «شارادا» هي الوسيلة الوحيدة المطبوعة لنشر الأدب النيبالي. تبوّأت القصص القصيرة التي كتبها أمثال لاكسامي براساد ديفكوتا، وغورو براساد ماينالي، وبيشويشوار براساد كويرالا، وغادول سينغ لاما (سانو لاما) تبوّأت أهمية كبرى. يجادل البعض بأن هذه الفترة هي الأهم في مراحل تطور الأدب النيبالي.
تتناول بعض المسرحيات المؤثرة مثل مونا مادان لكاتبها لاكسمي براساد ديفوكتا قصص حياة البشر: قصة رجل يهجر زوجته، وأمه، وبيته، ليكسب معيشته في الغربة، ويواجه مأساة موت أمه وزوجته عند عودته إلى الوطن. رغم ذلك، تصوّر القصة كذلك حياة الزوجة التي عانت الأمرّين في غياب زوجها. أدمجت بعض القصص الأخرى التي كتبها بيشويشوار براساد كويرالا علم النفس في الأدب، على سبيل المثال من خلال قصصه «تيين غومتي»، و«دوشي كازما»، و«ناريندرا داي».
برز خلال عهد هذا النظام العديد من الشعراء المهمّين مثل لاكسمي براساد ديفكوتا، وغوبال براساد ريمال، وسيدهيشاران شريستا، وبيم نيدهي تيواري، وبالكريشنا ساما. في فترة لاحقة وخلال أيام نظام البانشيات، ظهر العديد من الشعراء. يُذكر منهم: إندرا باهادور راي، باريجات، وبهوبي شيرشان، ومادهاف براساد غيمير، وبيراغي كاينلا، وبانيرا جيري، وإيشور بالاف، وتولسي ديواسا، وكول باهادور كيه سي، وتويا غورونغ، وفيشنو راج أتريفترة ما بعد الثورة بال.

## فترة ما بعد الثورة
يمكن ذكر الكتّاب باللغة النيبالية الذين ساهموا في الأدب النيبالي بعد الثورة الديمقراطية منذ العام 1991 حتى الوقت الحالي: كهاغيندرا سانغراولا، وأشيش مالا، ويويوتسو شارما، وسومان بوكهريل، وشاروان موكارونغ، وغيتا تريباتي، ونايان راج باندي، وراميش كشيتيج، ونارايان واغل، وبودي ساغار، وماهاناندا بوديال، ودينبانبهو شارما، وغيرهم الكثير.
بفضل الهجرة السريعة للناطقين باللغة النيبالية في جميع أنحاء العالم، تُنشر العديد من كتب أدب اللغة النيبالية في مختلف أرجاء العالم. نتيجة لذلك فقد طوّر الأدب النيبالي في الشتات آفاقًا جديدة في التفكير وخلق فرعًا جديدًا في أدب اللغة النيبالية.